# Daisuke Matsui
Daisuke Matsui (Kyoto, 11. svibnja 1981.) bivši je japanski nogometaš.

## Reprezentativna karijera
Za japansku reprezentaciju igrao je od 2003. do 2011. godine. Za japansku reprezentaciju odigrao je 31 utakmicu postigavši 1 pogodak.
S japanskom reprezentacijom Daisuke Matsui igrao je na jednom svjetskom prvenstvu (2010.) dok je 2011. s Japanom osvojio AFC Azijski kup.

## Statistika
| Japan  | Japan | Japan |
| Godina | Nas.  | Gol.  |
| ------ | ----- | ----- |
| 2003.  | 1     | 0     |
| 2004.  | 0     | 0     |
| 2005.  | 3     | 1     |
| 2006.  | 0     | 0     |
| 2007.  | 2     | 0     |
| 2008.  | 7     | 0     |
| 2009.  | 8     | 0     |
| 2010.  | 8     | 0     |
| 2011.  | 2     | 0     |
| Ukupno | 31    | 1     |

## Vanjske poveznice
- National Football Teams
- Japan National Football Team Database